# Constitución (Chihuahua)
Constitución es una población y ejido ubicado en el estado mexicano de Chihuahua. Forma parte del municipio de Buenaventura y se encuentra al noroeste del estado.

## Ubicación y demografía
Constitución se encuentra localizado en el noroeste de Chihuahua, en los valles del municipio de Buenaventura, en su extremo este. Sus coordenadas geográficas son 29°55′09″N 106°47′30″O / 29.91917, -106.79167 y tiene una altitud de 1 392 metros sobre el nivel del mar. Su principal vía de comunicación es la Carretera Federal 10 son la que se encuentra asentado y la une al este con la Carretera Federal 45 en El Sueco y al este con las poblaciones de Flores Magón y San Buenavetura, la cabecera municipal.
Según los resultados del Censo de Población y Vivienda de 2020 llevado a cabo por el Instituto Nacional de Estadística y Geografía, la población total de Constitución es de 2 772 habitantes, de los que 1 402 son hombres y 1 370 son mujeres.

## Actualidad
Constitución ha sido epicentro de un conflicto agrario que enfrenta a ejidatarios del poblado y de los de Flores Magón y Ejido Benito Juárez con agricultores tanto de origen menonita como mormón, a los que señalan por construir pozos ilegales que genera la sobreexplotación de los mantos acuíferos de la cuenca del río del Carmen.
El 30 de abril de 2018 se enfrentaron violentamente ejidatarios contra personal de un rancho propiedad de la familia Le Barón —de origen mormón y proveniente de la cercana Colonia Le Barón—, que llevó a intercambio de disparos de armas de fuego y dejó como saldo un herido.